# Physoplexis comosa
Physoplexis es un género monotípico de plantas  perteneciente a la familia Campanulaceae. Contiene una única especie: Physoplexis comosa Schur. Es originaria de Europa desde el norte de Italia hasta Eslovenia.

## Taxonomía
Physoplexis comosa fue descrita por (L.) Schur   y publicado en Sert. Fl. Transsilv. 4: 47. 1853.
Sinonimia
- Phyteuma comosum L., Sp. Pl.: 171 (1753). basónimo
- Rapunculus comosus (L.) Mill., Gard. Dict. ed. 8: n. 2 (1768).
- Syntoma comosum (L.) Dalla Torre & Sarnth., Fl. Tirol 6(3): 458 (1911).
- Schellanderia carinthiaca Francisci, Klagenfurter Zeitung 189: ? (1878).
- Phyteuma comosum var. pubescens Facchini ex Murr, Allg. Bot. Z. Syst. 4: 7 (1898).
- Syntoma comosum var. pubescens (Facchini ex Murr) Dalla Torre & Sarnth., Fl. Tirol 6(3): 458 (1911).[4]